# Rojo toscano

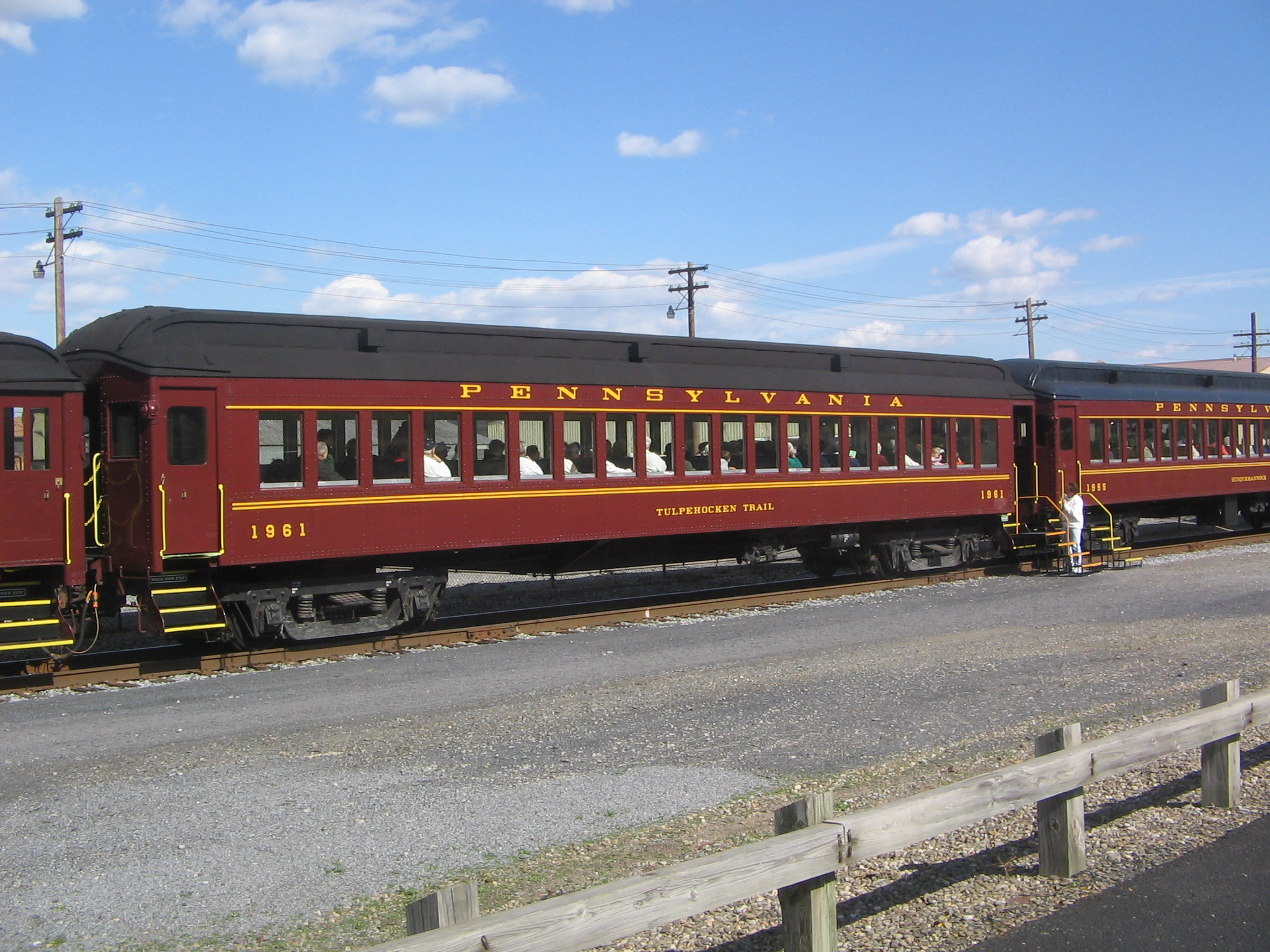
Viejo vagón de pasajeros restaurado de los Ferrocarriles de Pensilvania (Estados Unidos), mostrando el color rojo toscano que caracterizaba a esa línea en los años 1920.

Rojo toscano (del inglés tuscan red) es el nombre de una laca de color marrón rojizo, oscuro y saturado, que toma su tonalidad roja del óxido de hierro que entra en su composición.
Se trata de un color para pinturas de uso industrial que se fabrica depositando un pigmento rojo orgánico, como ser la alizarina, sobre una base roja de óxido de hierro. Da un color particularmente estable cuando está elaborado con carmín de alizarina o con rojo indio.